# Vida Skerk
Vida Skerk, slovensko-hrvaško-italijanska filmska režiserka in scenaristka, * 1999, Trst.
Diplomirala iz filmske in televizijske režije na Akademiji dramske umetnosti v Zagrebu. Njen diplomski projekt — kratki film Nočna vožnja (hrvaško: Noćna vožnja) — je bil prikazan in nagrajen na več mednarodnih festivalih. Po diplomi je nadaljevala magistrski študij na Nacionalni šoli za film in televizijo v Beaconsfieldu v Združenem kraljestvu.
Njen kratki film Eter (angleško: Ether) je bil leta 2025 uvrščen na filmski festival v Cannesu v sekcijo La Cinef, namenjeno študentskim filmom.

## Filmografija
- Noćna vožnja (2022) – režiserka, scenaristka
- Ether (2025) – režiserka, scenaristka